# Festival international du monodrame et de la pantomime
Le festival international du monodrame et de la pantomime (en serbe cyrillique : Међународни фестивал монодраме и пантомиме ; en serbe latin : Međunarodni festival monodrame i pantomime) est un festival de théâtre qui se déroule à Belgrade, en Serbie, dans la municipalité urbaine de Zemun. Créé en 1973, il a comme vocation de présenter des monodrames et des mimes. Il est organisé par le Théâtre de marionnettes Pinokio, avec le soutien de la ville de Belgrade.

## Édition 2012
La 37e édition du festival a eu lieu du 5 au 8 juillet 2012. Quinze spectacles ont été présentés, dont 15 monodrames et 5 pantomimes. Le jury a attribué le collier d'or du meilleur monodrame au Polonais Janusz Stolarski pour son Orphée et Eurydice (Orfeusz i Eurydyka) et le collier d'or de la meilleure pantomime au britannique Pedro Ruiz.